# Сундаргарх (округ)
Сундаргарх (англ. Sundargarh) или Сундергарх — округ в индийском штате Орисса. Административный центр — город Сундаргарх. Площадь — 9712 км².

## История
Образован в 1948 году на месте туземных княжеств Гангапур и Бонай.

## Демография
По данным всеиндийской переписи 2001 года население округа составляло 1 829 412 человек. Уровень грамотности взрослого населения составлял 64,9 %, что выше среднеиндийского уровня (59,5 %). Доля городского населения — 34,4 %.